# ࢉ
Cette page contient des caractères spéciaux ou non latins. S’ils s’affichent mal (▯, ?, etc.), consultez la page d’aide Unicode.
Nūn petit v suscrit renversé ‹ ںٛ › est une lettre additionnelle de l’alphabet arabe utilisée dans l’écriture du bosnien avec l’arebica. Elle est composée d’un nūn ‹ ن › diacrité d’un petit v souscrit renversé à la place du point suscrit.

## Utilisation
En bosnien écrit avec l’arebica de Čaušević, ‹  › représente une consonne nasale palatale voisée /ɲ/.
| Positions | Formes | Formes     |
| Positions | Images | Caractères |
| --------- | ------ | ---------- |
| Isolée    |        | ںٛ          |
| Initiale  |        | ںٛـ         |
| Médiane   |        | ـــںٛـــ‍    |
| Finale    |        | ـــںٛ‍       |

## Représentation informatique
Le nūn petit v suscrit renversé peut être représenter avec le caractère Unicode ࢉ U+0889.